# Българско военно гробище (Света)
Българското военно гробище в демирхисарското село Света е създадено по време на Първата световна война. В него са погребани около 30 български воини, а гробищата към 2007 година са в добро състояние.
По време на Втората световна война на 7 юни 1942 година в околностите на селото, по инициатива на местния учител Велко Вълчинов, и с подкрепата на местното население и ОВМПГ към Министерството на войната, е възстановено гробището на загиналите български войници през 1915 - 1918 г. (36 души), и е издигнат паметник-кръст с височина 5,5 м. В основите на паметника са погребани тленните останки на македонския войвода Георги Христов Рале и на четника Кузман Ангелов, двамата родени и загинали в селото.